# セルヒオ・アキエメ
セルヒオ・アキエメ・ロドリゲス（Sergio Akieme Rodríguez  ,  1997年12月16日 - ）は、スペイン・マドリード州マドリード出身のプロサッカー選手。リーグ・アン・スタッド・ランス所属。ポジションはDF。

## 来歴
1997年に、赤道ギニア出身の父とスペイン人の母との間に、首都マドリードで生まれる。2010年にヘタフェCFのカンテラ入団後、2013年にラージョ・バジェカーノのカンテラに入団。2015-16シーズンにトップチームに昇格。2015年8月にテルセーラ・ディビシオン所属のBチームでプロデビュー。12月29日には、トップリーグのアトレティコ・マドリード戦の登録メンバーに入った。
翌2016年9月6日には、コパ・デル・レイのUDアルメリア戦で、カップ戦初出場を果たした。
2020年9月19日、UDアルメリアへローン移籍。
2021年7月7日、アルメリアはバルセロナからアキエメを約350万ユーロで獲得したことを発表した。また、バルセロナがアキエメの保有権を10%保持する。

## 代表経歴
2015年にU-18、U-19のスペイン代表でプレーし、SBSカップでU-18代表の一員として来日。U-18日本代表とも対戦した。尚、父の国籍を行使して赤道ギニア代表でプレーする可能性もある。